# Elecciones parlamentarias de Montenegro de 1906
El 27 de septiembre de 1906 se celebraron elecciones parlamentarias en Montenegro, en las que se eligió el primer Parlamento del país. El resultado fue la victoria del Partido Popular, primer grupo político de Montenegro, que obtuvo 51 escaños. 

## Sistema electoral
Las elecciones se celebraron en virtud de la ley electoral aprobada el 24 de junio. La nueva Asamblea Nacional de Montenegro (parlamento) estaba compuesta por 62 miembros electos (6 de ciudades pequeñas y 56 de capitanías) y 14 designados.

## Resulatado
El Parlamento recién elegido se reunió por primera vez en Cetiña el 31 de octubre. Šako Petrović-Njegoš fue elegido primer Presidente del Parlamento.
Tras las elecciones, el Partido Popular formó el primer gobierno dirigido por el partido con Marko Radulović como primer ministro. En febrero de 1907, Andrija Radović, también miembro del Partido Popular, sustituyó a Radulović al frente del gobierno.